# Patrick Cassidy
Patrick William Cassidy (ur. 4 stycznia 1962 w Los Angeles) – amerykański aktor teatralny, filmowy i telewizyjny.

## Życiorys

### Wczesne lata
Urodził się w Los Angeles w stanie Kalifornia jako drugi z trzech synów pary aktorskiej Shirley Jones i Jacka Cassidy’ego. Jego starszy brat Shaun Cassidy (ur. 27 września 1958) to piosenkarz, a Ryan Cassidy (ur. 23 lutego 1966) został też aktorem. Jego przyrodni brat David Cassidy (ur. 12 kwietnia 1950) to wokalista, gitarzysta i aktor sceniczny.
W szkole średniej grał jako quarterback w drużynie piłkarskiej, lecz po złamaniu obojczyka zdecydował się wziąć udział w programie dramaturgii szkół średnich.

### Kariera
W 1981 zadebiutował na małym ekranie jako Bob Shecky w dramacie telewizyjnym NBC Angel Dusted z Helen Hunt. W serialu NBC Bay City Blues (1983) z Sharon Stone pojawił się jako gwiazdor baseballu. Można go było potem zobaczyć w dramach telewizyjnych, w tym NBC Posłuchaj głosu serca (Choices of the Heart, 1983) z Melissą Gilbert, Peterem Hortonem i Pamelą Bellwood oraz Nickel Mountain (1984) z Heather Langenkamp.
Od 8 stycznia 1981 do 28 listopada 1982 na scenie Broadwayu grał rolę Frederica w widowisku Piraci z Penzance. W 1985 wystąpił jako Jeff Barry w broadwayowskim musicalu Leader of the Pack, a od 4 marca 1999 do 1 września 2001 na Broadwayu grał postać Franka Butlera w musicalu Rekord Annie (Annie Get Your Gun) u boku Cheryl Ladd z muzyką Irvinga Berlina. W 1990 grał Balladeera w produkcji off-broadwayowskiej Assassins. Od czerwca 1999 do lutego 2000 wcielał się w tytułową postać Józefa w musicalu Józef i cudowny płaszcz snów w technikolorze. W 2001 zagrał Radamesa w krajowej trasie musicalowej Aidy i zdobył nagrodę National Broadway Theater Award 2002 dla najlepszego aktora w musicalu Touring Musical, zanim przeniósł się na Broadway w 2002. W latach 2004–2005 powrócił na Broadway w przedstawieniu 42. ulica. 
Stał się znany z roli Johnny’ego Castle w serialu CBS Dirty Dancing (1988-89) i jako Patrick Gallagher w sitcomie Ruby & The Rockits (2009). 
10 grudnia 1987 poślubił Anję Stewart, jednak w 1988 roku rozwiedli się. 12 lutego 1994 ożenił się z Melissą Hurley. Mają dwóch synów: Cole'a Patricka (ur. 31 lipca 1995) i Jacka Gordona (ur. 16 sierpnia 1998).

## Filmografia

### Filmy fabularne
- 1983: Posłuchaj głosu serca (Choices of the Heart, TV) jako Patrick
- 1984: Dokładnie taka, jaka jesteś (Just the Way You Are) jako Steve Haslachez
- 1985: Gorączka hazardu (Fever Pitch)
- 1990: Długoletni przyjaciele (Longtime Companion) jako Howard
- 1994: Potyczki z Jeannie (I'll Do Anything) jako Ground Zero Villain
- 1994: Jak uratowano Dziki Zachód (How the West Was Fun, TV) jako Stephen Martin

### Seriale TV
- 1984: Statek miłości jako Anton Haarland / Peter Hudson
- 1988-89: Dirty Dancing jako Johnny Castle
- 1994: Napisała: Morderstwo jako Rob Platte
- 1995: Pomoc domowa jako pan Anthony
- 1997: Nowe przygody Supermana jako Leslie Luckaby
- 1998: Murphy Brown jako Hank
- 1999: Statek miłości (Love Boat: The Next Wave) jako Tristian / Steve Haig
- 2000: Życie do poprawki jako dr Sandy Greiner / Mandy
- 2002: Prawo i porządek: sekcja specjalna jako dr Stewart Lynch
- 2002−2003: Tajemnice Smallville jako Henry Small
- 2003: Jim wie lepiej jako pan Bingham
- 2004: Czarodziejki jako Allen
- 2004: Jordan w akcji jako dr Scott Berger
- 2005: Bez śladu jako Paul Gerard
- 2007: CSI: Kryminalne zagadki Miami jako Hank Atherton
- 2008: Ostry dyżur jako dr Ramsey
- 2009: Ruby & The Rockits jako Patrick Gallagher
- 2012: Castle jako Clyde Belasco
- 2012: Pułapki umysłu jako Kenny Strand
- 2012: CSI: Kryminalne zagadki Las Vegas jako Dennis Reed
- 2014: Mroczne zagadki Los Angeles jako Jerry Olson